# اتان فیلیپس
اتان فیلیپس (انگلیسی: Ethan Phillips؛ زادهٔ ۸ فوریهٔ ۱۹۵۵) یک هنرپیشه اهل ایالات متحده آمریکا است. وی از سال ۱۹۷۷ میلادی تاکنون مشغول فعالیت بوده‌است.
از فیلم‌ها یا برنامه‌های تلویزیونی که وی در آن نقش داشته‌است می‌توان به کارت سبز، پاکسازی: سال انتخابات، سگ‌های شکاری برادوی و جزیره اشاره کرد.